# Mixcoac
Mixcoac est une zone du sud de Mexico qui était autrefois une ville et une municipalité distincte au sein du district fédéral mexicain jusqu'à ce qu'elle intègre la ville de Mexico proprement dite.
Mixcoac comprend les quartiers de Nonoalco, San Juan, Extremadura Insurgentes, Mixcoac et d'Insurgentes Mixcoac.
Il est officiellement intégré à la division territoriale de Benito Juárez.